# Campeonato Europeo de Patinaje Artístico sobre Hielo de 1953
El XLIV Campeonato Europeo de Patinaje Artístico sobre Hielo se realizó en Dortmund (RFA) del 22 al 25 de enero de 1953. Fue organizado por la Unión Internacional de Patinaje sobre Hielo (ISU) y la Unión Alemana de Patinaje sobre Hielo.

## Resultados

### Masculino
| Puesto | Nombre        | País                | Puntos |
| ------ | ------------- | ------------------- | ------ |
| Oro    | Carlo Fassi   | Italia              |        |
| Plata  | Alain Giletti | Francia             |        |
| Bronce | Freimut Stein | Alemania Occidental |        |

### Femenino
| Puesto | Nombre          | País                | Puntos |
| ------ | --------------- | ------------------- | ------ |
| Oro    | Valda Osborn    | Reino Unido         |        |
| Plata  | Gundi Busch     | Alemania Occidental |        |
| Bronce | Erica Batchelor | Reino Unido         |        |

### Parejas
| Puesto | Nombre                      | País        | Puntos |
| ------ | --------------------------- | ----------- | ------ |
| Oro    | Jennifer Nicks / John Nicks | Reino Unido |        |
| Plata  | Mariann Nagy / László Nagy  | Hungría     |        |
| Bronce | Sissy Schwarz / Kurt Oppelt | Austria     |        |

## Medallero
| Núm. | País                | Oro | Plata | Bronce | Total |
| ---- | ------------------- | --- | ----- | ------ | ----- |
| 1    | Reino Unido         | 2   | 0     | 1      | 3     |
| 2    | Italia              | 1   | 0     | 0      | 1     |
| 3    | Alemania Occidental | 0   | 1     | 1      | 2     |
| 4    | Francia             | 0   | 1     | 0      | 1     |
| 4    | Hungría             | 0   | 1     | 0      | 1     |
| 6    | Austria             | 0   | 0     | 1      | 1     |
|      | TOTAL               | 3   | 3     | 3      | 9     |